# Генрі Ворд Бічер
Генрі Ворд Бічер (англ. Henry Ward Beecher; 24 червня 1813 — 8 березня 1887) — американський проповідник, публіцист, оратор, громадський діяч.

## Дитинство та родина
Народився 24 червня 1813 в штаті Коннектикут, м. Лічфілд. Ріс у багатодітній родині, головою якої був пресвітеріанський проповідник Ліман Бічер, відомий демократичними переконаннями.
Генрі був сьомим з 13 братів і сестер, деякі з них стали відомими людьми свого часу. Кетрін Бічер стала досить відомим педагогом, засновницею американського жіночого руху. Молодша сестра Генрі Ворда, Єлизавета-Гаррієт, відома всьому світу як письменниця Гаррієт Бічер-Стоу, авторка роману «Хатина дядька Тома». Чарльз і Ізабелла знайшли популярність на терені громадської діяльності, Томас зарекомендував себе як видатний педагог.
У побуті Бічери були зразковою родиною з точки зору ортодоксального служіння, чому сім'я була зобов'язана батькові. Він мав дуже суворі правила: у родині були під забороною «несерйозні» книги, театр, танці, у них було не прийнято відзначати дні народження домочадців і навіть Різдво. Члени сім'ї повинні були брати участь у молитовних зборах, відвідувати лекції та інші заходи церкви. Вони не тільки молилися на початку і наприкінці кожного дня, але і співали гімни і дотримувалися інших вимог їхньої церкви.

## Юність
Генрі Ворд Бічер, на відміну від свого батька, вважав, що християнство має адаптуватися до мінливої культурі нашого часу. Він був прихильником виборчого права для жінок, виступав проти рабства, не вітав фанатизм будь-якого роду, релігійний, расовий і соціальний. Завдяки своїй популярності Бічер стає редактором низки релігійних журналів.

## Довоєнний період
У довоєнний період Генрі Бічер займається збором коштів на закупівлю зброї для бажаючих виступати проти рабства в Канзасі і Небрасці. Куплені на ці гроші гвинтівки в народі охрестили «Біблією Бічера». В ході Громадянської війни в США, в його Церкві був зведений і обладнаний Полк добровольців. Однак лібералізм Бічера не поширюється на робітничий клас. Він виступав рішуче проти страйкарів, заробітна плата яких була скорочена до жебрацького рівня. В одну зі своїх проповідей він включив такі слова: «Людина не може жити хлібом єдиним, але той, хто не може жити на хлібі і воді не гідний жити».
Генрі Ворд Бічер, будучи харизматичним проповідником, прославився не тільки як блискучий публіцист, але і як рідкісний лицемір. Коли його таємний роман з однією з парафіянок став надбанням громадськості, американська преса писала про обставини цього скандалу більше, ніж про всі події Громадянської війни разом узятих. Бічер постав перед судом за звинуваченнями в здійсненні перелюбу з дружиною свого друга, Єлизаветою Тілтон.

## Освіта
Першим місцем навчання Генрі Ворда стали школа-інтернат у Амгерсті (Массачусетс) і Бостонська латинська школа. У 1834 р він закінчив Емгерстський коледж, потім навчався в пресвітеріанської духовної семінарії в Цинциннаті, очолював яку його батько. У 1837 р отримав ступінь теолога. У період з 1837 по 1839 рр. він жив у Лоренсбурзі (Індіана), де служив священиком, після цього змінив місце проживання на Індіанаполіс, а в 1847 році в біографії Бічера відбулася важлива подія — його призначення на посаду першого священика нової Плімутської конгреціоналістской церкви в нью-йоркському Брукліні.
На нове місце роботи і проживання з ним переїхали дружина і троє дітей. Бічер зарекомендував себе як талановитий викладач, редагував кілька журналів релігійного характеру.

## Початок кар'єри
У 50-х рр. Бічер набуває популярність (особливо в північних штатах США) як публіцист й оратор, виступаючи за рівноправність негритянського населення. Після опублікування праць Ч. Дарвіна священик зробив спробу примирити біблійне вчення і теорію еволюції. Його дарвіністські виступи лягли в основу книги під назвою «Еволюція і релігія», опублікованої в 1885 р. і названої ортодоксами атеїстичною.
Крім дарвінізму, Бічер ратував за рух непитущих, виборче право для жінок, імміграцію китайців, з усім даром красномовства нападав на фанатизм і рабство в усіх їх різноманітних проявах. Він був переконаний, що християнство не повинно бути консервативним, воно повинно підлаштовуватися під сучасні культурні та соціальні умови. На власні гроші священик купував гвинтівки, якими постачав борців проти рабства в Небрасці і Канзасі.

## Проповідницька діяльність
Розпочата в 1861 р. Громадянська війна особливо яскраво виявила його позицію. При його церкві був сформований добровольчий полк, забезпечений всім необхідним. У 1863 р. американський пастор почав поїздку в Англію — країну, де рабовласницькі і антидемократичні настрої були в той час особливо сильними, намагався виступами вплинути на них.
Яскравому, харизматичному оратору вдавалося багато чого, він дійсно чинив сильний вплив на світогляд людей і був з тих, кого називають фігурами національного масштабу.

## Останні роки життя
Помер Генрі Ворд Бічер в 73-річному віці 8 березня 1887 в Нью-Йорку. Причиною смерті став крововилив у мозок. Троє синів пішли по його стопах, перейняли його демократичні переконання і служили пасторами пресвітеріанської церкви.

## Висловлювання, цитати і афоризми Бічера
- Всі високі спонукання, ідеї, задуми і почуття людини не варті й ламаного гроша, якщо вони не зміцнюють його для кращого виконання обов'язку в буденному житті.
- Не можна вважати розумною людину, яка не вміє бути одержимою, коли це потрібно.
- Ніхто не може сказати, бідний він чи багатий, заглянувши в свою книгу доходів і витрат. Багатим людину робить його серце. Багатство визначається не тим, що людина має, а тим, якою вона є.
- Жодна людина, що зробила гідний вчинок, ніколи не отримала в нагороду менше, ніж віддала.
- Пісня, яку співає мати біля колиски, супроводжує людину все її життя, до могили.
- Перемоги, які досягаються легко, небагато варті. Тільки тими з них можна пишатися, які є результатом наполегливої боротьби.
- Нерідко нещастя — це інструмент, за допомогою якого Бог надає нам більш досконалу форму.
- Немає переможця сильнішого від того, хто зумів перемогти самого себе.
- Не зберігайте алебастрові посудини вашої любові і ніжності запечатаними до тих пір, поки ваші друзі не помруть. Зробіть солодким їхнє життя, поки вони ще живі. Кажіть їм слова розради, поки їхні вуха ще можуть почути ці слова і поки їхні серця ще можуть схвилюватися від сказаного вами.
- Підтримати добрим словом людину, що потрапила в біду, часто так само важливо, як вчасно переключити стрілку на залізничній колії: лише один дюйм відокремлює катастрофу від плавного і безпечного руху по життю.
- Різниця між завзяттям та впертістю полягає в тому, що перше має своїм джерелом сильне бажання, а друга, навпаки, сильне небажання.
- Співчуття зцілить більше гріхів, ніж осуд.
- Почуття гумору — велика річ. Йти по життю без почуття гумору так само безглуздо, як їхати у візку без ресор.
- З усієї земної музики найближче до небес — биття істинно люблячого серця.
- Кожен милосердний вчинок — це щабель сходів, що ведуть до небес.
- Справжня самоповага полягає в тому, щоб не думати про себе.
- Не благородні діла людей, а діла, що завершилися успіхом, — ось що поспішає зафіксувати історія.